# Čikola
Die Čikola ist ein etwa 46 km langer Fluss in der Zagora (dalmatinisches Hinterland) in Kroatien, der im Sommer nahezu vollständig austrocknet.
Die Karstquelle befindet sich etwas nördlich des Dorfes Čavoglave bei Mirlović Polje. Während sie im Sommer wenig Wasser führt, steht ab dem Herbst und nach starken Regenfällen ein großer Teil des Quellgebiets unter Wasser. Der Fluss fließt dann zunächst durch ein Polje nach Drniš, tritt hinter der Stadt in eine Schlucht ein und mündet beim Skradinski Buk in den Fluss Krka.
Historisch hieß der Fluss Poljšica und in der Zeit der Osmanen Čikojla.
Bekannt wurde die Čikola in Kroatien durch das Lied Bojna Čavoglave von Marko Perković. Der erste Vers des Liedes lautet: „U Zagori na izvoru rijeke Čikole stala braća da obrane naše domove.“ („In der Zagora an der Quelle des Flusses Čikola standen Brüder, um unsere Heimat zu verteidigen.“). In der Folge bezieht sich der zu Beginn des Kroatienkrieges entstandene Text auf die Frontlinie zwischen den Krajina-Serben im Norden und den Kroaten um Čavoglave im Süden, die über die Čikola-Quelle verlief.